# Liv Sansoz
Liv Sansoz (ur. 12 lutego 1977 w Bourg-Saint-Maurice w departamencie Sabaudia) – francuska wspinaczka sportowa specjalizująca się w boulderingu, prowadzeniu oraz uprawiała także wspinaczkę lodową.  Dwukrotna mistrzyni świata w prowadzeniu z 1997 oraz z 1999 roku. Mistrzyni Europy z 1996 roku z Paryża.

## Kariera sportowa
W 1995 w Genewie zdobyła brązowy medal na mistrzostwach świata. W 1997 roku we Paryżu zdobyła złoty medal w prowadzeniu  na 3. mistrzostwach świata, który obroniła na kolejnych mistrzostwach w 1999 w Birmingham.
W 1996 na mistrzostwach Europy w Paryżu zdobyła złoty, a w 1998 w niemieckiej Norymberdze wywalczyła brązowy medal w prowadzeniu.
W 1998 roku wygrała prestiżowe, elitarne zawodów wspinaczkowych Rock Master we włoskim Arco, a w latach 1996, 1999 oraz w 2000 zdobyła srebrne medale. 

## Osiągnięcia

### Mistrzostwa świata
| Konkurencje | 1995 | 1997 | 1999 | 2001 | 2003 |
| Prowadzenie | 3    | 1    | 1    | —    | 26   |

### Mistrzostwa Europy
| Konkurencje | 1996 | 1998 |
| Prowadzenie | 1    | 3    |

### Rock Master
| Konkurencje | 1996 | 1998 | 1999 | 2000 |
| Prowadzenie | 2    | 1    | 2    | 2    |